# Dipartimento di Chiquimula
Il dipartimento di Chiquimula è uno dei 22 dipartimenti del Guatemala, il capoluogo è la città di Chiquimula.

## Comuni
Il dipartimento di Chiquimula conta 11 comuni:	
- Camotán
- Chiquimula
- Concepción las Minas
- Esquipulas
- Ipala
- Jocotán
- Olopa
- Quezaltepeque
- San Jacinto
- San José la Arada
- San Juan Ermita